# 郭芙蓉
郭芙蓉，MH（1990年—），香港建制派政治人物，民建聯成員，她於2021年結婚，配偶是創新科技及工業局政治助理廖添誠，現任香港葵青區議會葵涌东選區議員。郭芙蓉於2015年香港區議會選舉中出選大白田西選區，擊敗民主黨原任議員徐生雄當選，並於2019年香港區議會選舉中成功連任。

## 爭議

### 疑經何俊賢獲得公帑資助參選
2015年，同屬民建聯的立法會漁農界議員何俊賢，被揭發向立法會申報開支，用作郭芙蓉為議員助理。郭芙蓉後期已經沒有返立法會或參與漁農界工作，但仍獲全額支取議員助理工資，有使用公帑資助郭芙蓉參選區議會之嫌。其後郭芙蓉於區議會的申報中，於2016年2月1日，她停止擔任何俊賢辦事處的研究員。

### 2015年選舉種票疑雲
郭芙蓉於該屆選舉空降葵青大白田選區，擊敗原任區議員徐生雄，但傳媒其後揭發該區陷入種票疑雲。
區內民建聯義工呂秀娥的住所變成「5姓6票」種票場，而最少有40名上屆登記於石籬南選民，今屆登記為大白田選民，當中區內多幢舊樓及安老院選民人數在今屆區選離奇大增。另有原是石籬南的長者選民指，太太因收了郭芙蓉送贈的禮物，所以提供個人資料予對方「改地址」。
蘋果日報記者其後前往石籬邨，打算再向登記在該民建聯義工家的陳媛儀夫婦求證，但其子一度卻對攝影記者箍頸和舉起磚塊恐嚇，其後以涉嫌刑事恐嚇和普通襲擊被捕。另外，記協亦發表聲明譴責襲擊記者的事件。

### 涉嫌違反區議員守則出租議員辦事處
於2017年，郭芙蓉被指違反區議員守則，出租自己議員辦事處予社區組織「大白田新動力」作暑期班，取得政府開支津貼租用辦事處後又租借給第三方組織。而「大白田新動力」註冊地址正正係郭芙蓉議員辦事處，聯絡電郵亦是郭芙蓉的電郵。被問及為何開辦暑期班，不是用自己的名義，郭芙蓉回應查詢時，多次強調「大白田新動力」不是她的組織，但被問及為何註冊地址是她的議辦以及活動收支等問題時，她就拒絕正面回應。

## 相關事件

### 葵青區議會首次會議唱《願榮光》，建制派離場抗議
第六屆葵青區議會由民主黨的單仲偕及張文龍分別擔任正副主席，單仲偕接手主持會議後，蔡雅文動議作口頭聲明，以歌唱形式表達港人過去七個月在反修例風波的遭遇，獲接納及通過。民主派議員即席站立唱出《願榮光歸香港》，五名建制派議員包括陳志榮、盧婉婷、徐曉杰、梁嘉銘及郭芙蓉離席抗議。

## 資料來源
1. ↑  . 頭條日報. 2021-02-27  [2022-08-09]. （原始内容存档于2022-08-09）.
2. ↑  . 葵青區議會.   [2020-11-15]. （原始内容存档于2021-07-11） （中文（香港））.
3. ↑  . 東方日報. 2016-06-21  [2020-08-09]. （原始内容存档于2016-06-25）.
4. ↑  .   [2020-05-24]. （原始内容存档于2020-07-11）.
5. ↑  . 蘋果日報 (香港). 2015-12-14  [2020-08-09]. （原始内容存档于2019-10-09）.
6. ↑  . 立場新聞. 2015-12-14  [2020-08-09]. （原始内容存档于2019-08-19）.
7. ↑  . 蘋果日報 (香港). 2015-12-14  [2020-08-09]. （原始内容存档于2019-10-09）.
8. ↑  . 立場新聞. 2015-12-14  [2020-08-09]. （原始内容存档于2019-08-20）.
9. ↑  .   [2020-05-24].[]
10. ↑  .   [2020-12-19]. （原始内容存档于2020-01-08）.